# 鹧鸪江站
鹧鸪江站是位于广西壮族自治区柳州市柳北区的一个铁路车站，邮政编码545002。车站建于1939年，有湘桂铁路以及由该站引出至衡柳铁路线上的青茅站的联络线经过该站，现仅办理货运，不办理客运业务，车站及其上下行区间均电气化。车站距离衡阳站528公里，隶属中国铁路南宁局集团，是一等站。

## 车站任务
柳州钢铁的铁路运输任务由该站承担。本站同时也是配属于柳州机务段的韶山7型电力机车以及和谐1C型电力机车在湘桂铁路的最北运用地点。

## 车站交通
从柳州站可以乘坐5路环线[海川家居市场（香兰公交站）-海川家居市场（香兰公交站）]到达“鹧鸪江路口”站，换乘15路到达“冷风库”站即是。